# Oidipusz király (film, 1967)
Az Oidipusz király (eredeti cím olaszul: Edipo re) 1967-ben készült színes, olasz–marokkói filmdráma. Pier Paolo Pasolini alkotása Szophoklész i. e. 429 és i. e. 425 között keletkezett drámájának szabad átértelmezése, melyet javarészt Marokkóban forgattak 1967 áprilisa és júliusa között. Az Oidipusz király a művész első színes nagyjátékfilmje, és egyben az első olyan alkotása, melyben teljesen egyértelműen felfedezhetők önéletrajzi vonatkozások. A címszerepet Pasolini állítólag a híres torreádornak, El Cordobésnek szánta, ám végül felfedezettjére, Franco Cittire osztotta. Az 1961-es A csóró mellett ez Citti második, és egyben utolsó főszerepe Pasolininél: később már csak mellékszerepeket játszott nála. A rendező két év múlva újra a görög mitológiából merített ihletet, amikor elkészítette a Médea (1970) című alkotását a legendás operaénekesnő, Maria Callas főszereplésével. Tervezte az Oreszteia megfilmesítését is, ám ebből csak a helyszínkeresésről és szereplőválogatásról forgatott dokumentumfilm (Jegyzetek egy Afrikai Oreszteiához) (1970) valósult meg.

## A cselekmény
|  | Alább a cselekmény részletei következnek! |

A nyitó képkockán Théba városának jelzőköve látható, ám a következő képsorok hangulatuk alapján a 20. század első évtizedeiben játszódnak. A kisváros egyik házában fiatal nő egy fiúgyermeknek ad életet. Később azt látjuk, amint szoptatja a gyermeket, majd egy katonatiszti ruhát viselő férfival sétál a városka utcáin. Az ifjú apa nem látszik boldognak, minden érzelem nélkül nézi a kisfiút a babakocsiban. Gondolatait feliratok közlik a nézővel: „Azért vagy itt, hogy elfoglald a helyem a világban. Az első, akit elveszel tőlem, a nő lesz, akit szeretek.” Később úgy tűnik, mintha a gyermek valóban féltékenyen figyelné szülei esti csókolózását. Az apa még aznap éjjel lábánál fogva megragadja a gyereket az ágyában, miközben a fiúcska sírva szólongatja az anyját.

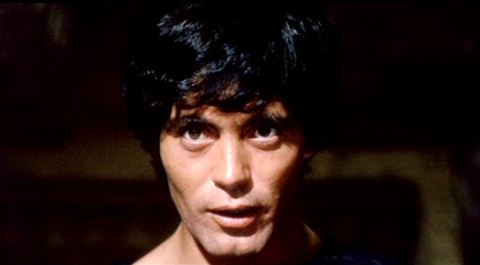
Oidipusz (Franco Citti)

A kerettörténet itt megszakad, a cselekmény az eredeti, mitológiai időben folytatódik tovább. Egy pásztor megtalálja a pusztaságba kitett fiút, akit a korinthoszi királyhoz visz. Polübosz királynak és feleségének, Meropénak nincsenek gyermekeik, így boldogan fogadják a talált fiúcskát. Az ifjúvá érett Oidipusz egy diszkoszvető versenyen csalással szerzi meg a győzelmet: lábával odébb rúgja az eldobott diszkoszt. Amikor legyőzött ellenfele megvádolja a csalással, Oidipusz rátámad. A vetélytárs megvetően azt mondja róla: „Apád és anyád hamis gyermeke”. Oidipuszban e mondat kételyeket ébreszt, melyeket Meropé és Polübosz sem tudnak eloszlatni. Az ifjú elhatározza, hogy egyszerű ruhában elmegy Apollón jósdájába, ahol választ szeretne kapni kérdéseire. Így is cselekszik. A jósnő szavai azonban döbbenetesek: „Megölöd apádat, és anyáddal szeretkezel”. Az összezavarodott Oidipusz a jósnő kacajától kísérve indul vissza Korinthoszba. Az útelágazásnál azonban mégis inkább Théba felé veszi az irányt. A következő elágazásoknál egyszerűen csak behunyja a szemét, és forgással dönti el, merre haladjon tovább. Gondolatait feliratok fogalmazzák meg: „Merre tartasz ifjúságom? Merre tartasz életem?” A szemközti irányból egy katonák által kísért szekér tűnik fel: Laiosz utazik rajta, a thébai király. Az uralkodó durván ráparancsol Oidipuszra, hogy álljon félre az útjából. A fiatalember haragra gerjed, gúnyolni kezdi a királyt, sőt meg is dobálja. A rátámadó katonákat egyesével lekaszabolja. (A kocsis elmenekül.) Laiosz ekkor hatalma jelképét, a koronát helyezi a fejére, ám Oidipusz kineveti, majd megöli őt. Az egyik katona sisakjában érkezik a városhoz, melyet a szfinx tart rettegésben. A szörny Oidipusz életének rejtélyéről beszélne, ám a fiatalember elpusztítja. Théba örömmel fogadja megmentőjét, Oidipusz pedig Laiosz örökébe lép a trónon és a királyné, Iokaszté ágyában.

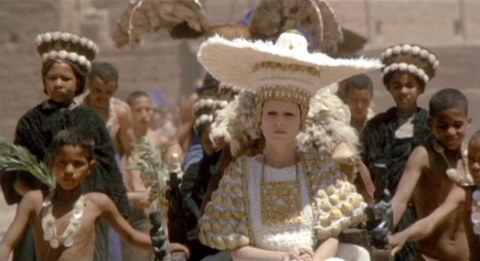
Iokasztét Oidipusz elé viszik (középen: Silvana Mangano)

Hamarosan újabb csapás sújtja a várost: pusztító járvány tör ki. Oidipusz sógorát, Kreónt küldi jóslatért, aki azzal a hírrel tér vissza, hogy a járvány addig nem múlik el, míg az előző király, Laiosz gyilkosa – aki még mindig Thébában él – meg nem lakol. Oidipusz nem sejti, hogy róla van szó, parancsot ad tehát a tettes felkutatására. Természetesen eredmény nélkül. Megjelenik azonban a vak próféta, Teiresziász, aki megvádolja Oidipuszt a gyilkossággal. A feldühödött király rátámad az idős jósra, és durván elkergeti. A királyné elmondja Oidipusznak, hogy nem hisz Teiresziásznak. Előző férjének, Laiosznak ugyanis egyszer azt jósolták, hogy a tulajdon fia fogja megölni, ezért az apa kitette újszülött gyermekét a pusztaságba, a tűző napfényre, hogy elpusztítsa. Laioszt és katonáit végül egy útonálló ölte meg, nem sokkal Oidipusz Thébába érkezése előtt. Iokaszté szavai rádöbbentik Oidipuszt arra, hogy Teiresziász mégiscsak igazat mondott, valóban ő a tettes. A jóslat íme, beteljesedett: megölte az apját, és anyja lett az ágyasa. Az iszonyú leleplezés hatására Iokaszté öngyilkos lesz. Oidipusz dühe immár önmaga ellen fordul: nem akarja látni mindazt, ami történt vele, kiszúrja saját szemét, amellyel nézett, de nem látott. Vakon botorkál ki a városból, egyetlen társa a fiatal pásztorfiú, Angelo. Vándorlásaik során a jelenbe érkeznek. A modern város nyüzsgése veszi körül őket: tülkölő autók, siető emberek. Oidipusz és Angelo is elindulnak, és ugyanarra a kis térre jutnak, ahol a film elkezdődött. Továbbmennek a város szélére, a zöld rétre. Oidipusz szavaival zárul a film: „Hol vagyunk? Az a fény, amely azelőtt az enyém volt, és amit többé nem láthatok, szálljon még egyszer a lelkemre. Az élet véget ér.”

## Mitológiai háttér
A thébai uralkodócsalád története a görög mitológia egyik leghíresebb mítosza, melyet az antik drámaírók több művükben feldolgoztak. Théba alapítója, Kadmosz annak az Európának a fivére volt, akit bika képében elragadott Zeusz. Európa apja természetesen mindegyik fiát az eltűnt lány keresésére küldte. Kadmosz felkereste Apollón jósdáját, hogy magától az istentől tudakolja meg, hol van eltűnt nővére. Apollón azt válaszolta, hogy Kadmosz ne foglalkozzon Európával, hanem alapítson várost. Amint elhagyja a jósdát, meg fog pillantani egy tehenet. Kövesse az állatot, és ahol az megpihen, ott kezdjen egy új város építésébe. Ez az új város lett Théba. Persze az alapítónak számos nehézséggel is meg kellett küzdenie. Így például a közeli forrást őrző sárkánnyal, amely megölte Kadmosz embereit. A sárkány megölése után megjelent Athéné istennő, aki azt parancsolta, hogy Kadmosz vesse el a sárkány fogait. Az elvetett fogakból fegyveresek keltek ki, akik azonnal egymásnak estek. A küzdelemben öten maradtak életben: ők lettek Kadmosz leghűségesebb harcosai. Együtt tették naggyá Théba városát. Amikor Kadmosz nőül vette Arész és Aphrodité lányát, esküvőjén még az istenek is megjelentek. Négy lányuk és egyetlen fiuk sorsa tragikusan alakult, ám a legnagyobb tragédia ükunokájukat, Oidipuszt sújtotta.

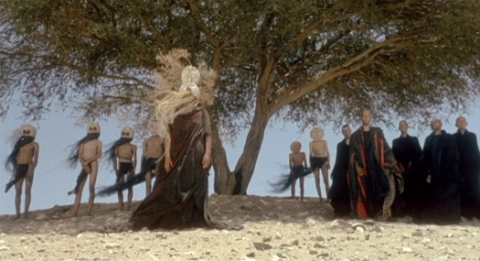
Apollón jósdája

Oidipusz történetét a film nagyjából pontosan meséli el, csupán a befejezés más. Miután megvakította saját magát, Oidipusz nem hagyta el Thébát, hiszen mégiscsak volt 4 gyermeke. Két fiú, Polüneikész és Eteoklész, és két leány, Antigoné és Iszméné. A szerencsétlen családot a thébaiak megvetés helyett inkább szánakozással figyelték. Oidipusz lemondott a trónról Iokaszté fivére, Kreón javára, és jog szerinti örököse, legidősebb fia, Polüneikész egyetértett apja döntésével. Nem tudni, pontosan miért, de egy idő után a városlakók mégis úgy határoztak, hogy elküldik Oidipuszt Thébából. Csupán lánya, Antigoné kísérte el. Fiai egyetértettek Oidipusz száműzetésével, Iszméné pedig azért maradt Thébában, hogy apja érdekeit képviselje. Oidipusz távozása után mindkét fiú bejelentette igényét Théba trónjára. A fiatalabb, Eteoklész járt sikerrel, és bátyját elűzte a városból. Polüneikész Argoszba menekült, ahol sereget próbált toborozni Théba ellen. A vándorló Oidipusz ezalatt elvetődött Kolonoszba, amely Athén közelében volt. Itt a bosszúállás egykori istennői, a jótékonnyá változott Erinnüszök szent ligete volt. Oidipusz érezte, hogy hamarosan meghal. Apollón jósdájából annyi szörnyűség után ezúttal kedvező hír érkezett: ahová Oidipuszt eltemetik, azt a helyet az istenek áldása fogja kísérni. Thészeusz, Athén királya fogadta be a szerencsétlen vándort, és Oidipusz ebben a városban békésen hunyta örök álomra a szemét.
Gyermekei sorsa azonban nem fordult jóra. Polüneikész haddal vonult Théba ellen, Eteoklész pedig a saját híveivel kitartóan védte a várost. Mivel egyik félnek sem sikerült fölényre szert tennie, úgy döntöttek, hogy a két fivér párharca dönti el a háború kimenetelét. Egyikük sem győzött: egymás keze által estek el, de utolsó erejükkel megbocsátottak egymásnak. Haláluk viszont béke helyett a háború kiújulásához vezetett. Théba győzött, ahol ismét Kreón lett a király. Ő meghagyta, hogy Eteoklészt teljes pompával kell örök nyugalomra helyezni, a szülővárosa ellen támadó Polüneikészt viszont temetetlenül kell hagyni. Aki a király parancsát meg merné szegni, az halál fia. Iszméné bármennyire szánta halott fivérét, nem mert szembeszegülni Kreón akaratával. Antigoné viszont eltemette Polüneikészt. Tettét Kreón előtt se tagadta, aki nem másította meg királyi szavát: Antigonénak meg kellett halnia. Iszméné további sorsáról nem szól a mitológia.

## Pasolini azOidipusz királyról
„Az Oidipusz király monológ, melyben a rendszerint író, olykor beszélő személy most a film segítségével elmeséli egy álmát (álmát, mely a saját életéről szól)… Filmjeimben vannak állandó és változó elemek. Az állandó regiszter a monológ, a változó az ideológia. Az első egyfajta fatalizmusnak felel meg (a problémákat egy elkerülhetetlenül halandó test éli meg – és lehetne-e másként?); a második pedig a zavaros lázadási kísérletekkel azonos a fenti fatalizmus ellen: képmutató, bizonytalan, naiv és kétségbeesett kísérletekkel.”

## A látás lehetőségei
|  | Alább a cselekmény részletei következnek! |

Pasolini nem illusztrálja Szophoklészt, hanem átértelmezi. Az antik tragédián túlnyúlva az általános érvényűt, az ősit, az archetipikusat akarja megragadni. Ezért nem is Görögországban forgatott, hanem az elképzeléseinek jobban megfelelő Marokkóban, ahol a táj emberkéz által szinte érintetlenül őrizte ezt az archaikus jelleget. E filmjében bukkan fel először igen erőteljesen a sivatag motívuma, amely mindennek a kezdetét és végét szimbolizálja. A rendező a kerettörténet segítségével az Oidipusz-mítoszt egyszerre teszi aktuálissá és időtlenné, és ebben a szándékában Danilo Donati egyszerűségükben is csodálatos jelmezei segítik.
A film szerkezetében számos hármasság figyelhető meg. Három részben elevenedik meg a cselekmény: a XX. század elején játszódó kerettörténet, antik idősík, a modern világban játszódó kerettörténet. A fa és a kígyó szimbóluma a létezés három szféráját (föld alatti, földi és föld feletti) képviseli. Három személy a történet kulcsfigurája: Iokaszté (anya), Laiosz (apa) és Oidipusz (gyermek). Bizonyos szereplők és tárgyak három isten (Zeusz, Hermész, Dionüszosz) alakjához kapcsolódnak. Zeusz és Dionüszosz két végletet képvisel: előbbi a Sors, a Rend jelképe, utóbbi az ösztönvilágot szimbolizálja. A kettő között Hermész a közvetítő: a filmben a jósok (az isteni és emberi világ közötti hírvivők), maga a szfinx vagy éppen Angelo (angelosz = hírnök) képviselik a hermészi szintet.

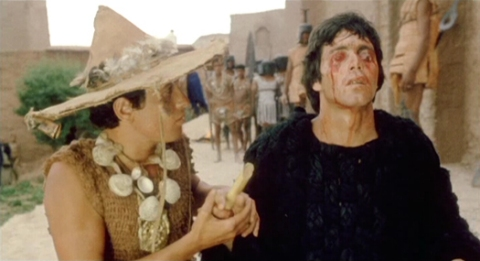
Oidipusz elhagyja Thébát (Ninetto Davoli és Franco Citti)

Szophoklész Oidipusza a tisztánlátásért küzdő hős, akinek elbukása egyben fölemelkedés is. Küzdelme azonban hiábavaló: sorsa az istenek kezében van. A mitológiai utalások ellenére Pasolini nem adja meg azt a könnyebbséget főszereplőjének, hogy sorsának felelősségét az istenekre hárítsa. Oidipusza esendő ember, erényekkel és gyarlóságokkal: nemcsak vágyik a tisztánlátásra, hanem meg is riad annak lehetőségétől. A tisztánlátásnak ezt a „hárítás”-át fejezik ki azok az epizódok is, melyekben Oidipusz eltakarja szemeit: először gyerekként, apja tekintete elől. Később a jósdából való távozása után, mikor „vakon” próbál irányt szabni magának. Ugyanekkor takarja el szemét a tűző napfény (= világosság) elől is, majd Laiosz és kísérete megölése után egy fémsisak mögé rejti tekintetét. A tisztánlátást képviselő vak jós, Teiresziász megjelenése a tisztelet mellett félelmet is kivált Oidipuszban, és amikor a jövendőmondó kiejti az őt vádoló szavakat, a király mindezt azzal hárítja, hogy durván rátámad az idős férfira, és elkergeti. Egészen másfajta vakságra utalnak a befejező kerettörténet siető emberei, kik közül sokan viselnek napszemüveget. E modern emberek között a Teiresziász helyébe lépett Oidipuszt már nem fenyegeti az a veszély, hogy bárki is rátámadna igazmondó szavai miatt. Személye, furulyajátéka (mitológiai, „hermészi” motívum) semmilyen figyelmet nem kelt, az emberek közönyösen mennek el mellette, s mindez közvetve arra utal, hogy Pasolini szerint a modern ember közönyös saját sorsa iránt.
Oidipusz életútját feszítő ellentmondások kísérik. Miközben „dionüszoszi” ösztönlényből (Laiosz és kíséretének megölése, szexuális kaland a félmeztelen lánnyal, a szfinx legyőzése) látszólag „zeuszi” tudatos lénnyé fejlődik (Théba népéért felelősséget érző uralkodó lesz), ezzel a folyamattal valójában erkölcsileg nem felemelkedik, hanem a legmélyebbre süllyed: tulajdon apjának gyilkosa és anyjának szeretője lesz. A szemkiszúrás motívuma is ellentmondást rejt: Oidipusz ezzel a kegyetlen tettel valójában megint csak menekül az elől, amit meg kellett látnia, amivel szembe kéne néznie, mégis megvakításával nyeri el a tulajdonképpeni tisztánlátást, ekkor fogadja el önnön sorsát, amely ellen addig úgy lázadt, hogy valójában beteljesítette azt.

## Önéletrajzi motívumok

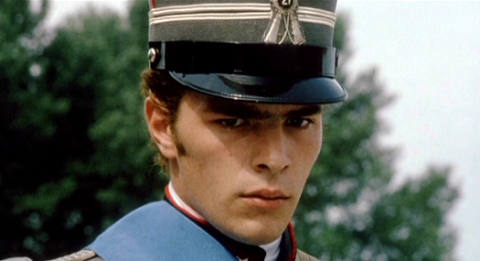
A katonatiszt apa (Luciano Bartoli)

Az Oidipusz király Pasolini talán leginkább önéletrajzi jellegű filmje. A legkézenfekvőbb motívum természetesen maga az Ödipusz-komplexus, hiszen a rendezőről köztudott volt, hogy rajongott édesanyjáért, akihez egészen haláláig szeretetteljes kapcsolat fűzte. A mű azonban más részleteivel is Pasolini magánéletére utal. A nyitó kerettörténet katonatiszti ruhát viselő apafigurája utalás a rendező szintén katonatiszt apjára, akihez mindig is ambivalens viszony fűzte. (Bennfentesek szerint a szerepet játszó Luciano Bartoli és Pasolini édesapja között megdöbbentő volt a hasonlóság.) Oidipusz életútja Pasolini személyes sorsát is szimbolizálja: mint baloldali és mint homoszexuális művész, a rendező is egyfajta kitaszítottja volt saját közösségének, társadalmi osztályának. Köztudomású, hogy a polgári származású rendező hevesen támadta és bírálta a polgárságot és annak intézményrendszerét írásaiban éppúgy, mint filmjeiben. (Jó példa minderre az Oidipusz királyt követő két alkotása, az 1968-as Teoréma és az 1969-es Disznóól.) Oidipusz és Pasolini életét egyaránt egy apafigura árnyékolta be: egyikőjük sem tudta nemzője szeretetét elnyerni. Az évtizedek távlatából az is elmondható, hogy a Pasolini család története szinte vetekszik egy görög tragédia drámaiságával: a rendező öccsét, Guidót 1945-ben jugoszláv partizánok tévedésből megölték, Pier Paolo pedig 30 évvel később vált különösen kegyetlen gyilkosság áldozatává.

## Zene
A film 2 fő zenei motívuma: Mozart Disszonáns kvartettjének e nevet adó lassú bevezetője, másrészt Szató Maszaru sakuhacsi szólója Kuroszava Véres trón című filmjéből.

## Magyar kritikai visszhang
(Mivel idézetekről lesz szó, meghagytam a különböző tulajdonnevek eltérő írásmódjait.)
„Az kétségtelennek látszik, hogy az olasz társadalom utóbbi negyven évének költőien átélt, legbensőbb lényegi történetét kívánja Pasolini megmutatni ebben a filmjében. De megfeledkezett arról, hogy a végtelenül gazdag sophoklesi mű nem egyértelmű ma már, két évezred során annyi szimbólum rakódott rá, hogy valamiképpen a rendezőnek magának kellett volna világosabban meghatároznia, hogy az ő Oedipusában e történetnek mi a lényege. Így aztán őt is meglepetésként érte, hogy sokan úgy vélték, a marxizmus és a freudizmus szintézisére törekedett Oedipus királyában. A film szépsége, ereje és mondjuk ki, költői nagysága – a keretjátéktól függetlenül – a sophoklesi dráma hallatlan szenvedélyű és sodrású, megrendítő erejű megfilmesítésében van.”
(Hegedűs Zoltán: Tom Mixtől Godardig. Velence 1967. In: Filmvilág 1967/18, 1–6. oldal)
„Csak éppen, amikor a rendező antik témához nyúl, a látszatra nagyon is hozzáillő, hajborzasztó thébai mondakörhöz, akkor derül ki, hogy felfogása, ízlése, módszere milyen mélységesen anti-antik. És persze, nemcsak az övé. Ha Szophoklész kiemeli Oidipuszt és történetét a mitikus rémdrámából, Pasolini visszamártja, ha Szophoklész megvilágítja, ő elsötétíti, ha a görög dráma az arisztotelészi részvét és félelem kettős körébe helyezi hősét, a filmalkotó leszereli róla a részvétet, minden javára szóló mozzanatot gondosan súlytalanítva. Pasolininak nem elég szörnyű a görög történet. Az antik Oidipusz nagy király, ragyogó elme, a Szfinx-talány görögösen szellemes megoldója, négygyermekes családapa; a filmhős brutális kölyök, aki szemünk láttára jön bele az ölésbe (egyébként nagyszerű jelenet, apjának és kíséretének az a támolygó-lihegő agyoncsapása a rettenetes, szúró napfényben). Egyáltalán: itt minden szemünk láttára történik – nem utolsósorban a remek szereplőgárda hathatós közreműködése által –, itt minden bemutatódik, a fiú szerelme anyjával, a vak jós kiebrudalása, a dögvész, a szemkiszúrás. Pasolini semmit sem bíz a fantáziánkra. Mondom, nem hisz az elhallgatásban. Ha rémdráma, legyen rémdrámább. Pasolini romantikus, mint általában a naturalisták.”
(Nemes Nagy Ágnes: Anti-antik. In: Filmvilág 1980/03, 20–21. oldal)
„A rendező világa csöppet sem rokonszenves: hiányzik belőle a szeretet és az emberség. A drámai cselekedetek mozgatója a puszta érdek, a hatalom és az ösztönök. A szereplőket nem sajnáljuk, inkább viszolygunk tőlük. Felrázó, sokkoló ez a világ. A feszültség egy pillanatra sem lankad, a nyomasztó képek két órán át egyazon magas hőfokon izzanak. […] Giuseppe Ruzzolini kézikamerája úgy himbálózik, mintha a föld és az ég is harcba keveredett volna, és a világ kifordulni készülne sarkaiból. Pasolini később – különösen az utolsó filmjében, a Salóban – szörnyűbb dolgokat is mesélt a nézőinek, mint az Ödipuszban. Mégis, ennek a filmjének a képi világa a legegységesebb és a legnyomasztóbb. Az Ödipusz-történettel sikerült a leghatásosabban megfogalmaznia vitatható, de kemény és elgondolkodtató véleményét a kivetett, értékek és biztos támpontok nélkül tévelygő emberről.”
(Báron György: Sivatag. In: Hollywood és Marienbad. Budapest, 1986, Gondolat Kiadó, 231–234. oldal)

## Főszereplők
- Silvana Mangano (Iokaszté)
- Franco Citti (Oidipusz)
- Alida Valli (Meropé)
- Carmelo Bene (Kreón)
- Julian Beck (Teiresziász)
- Luciano Bartoli (Laiosz)

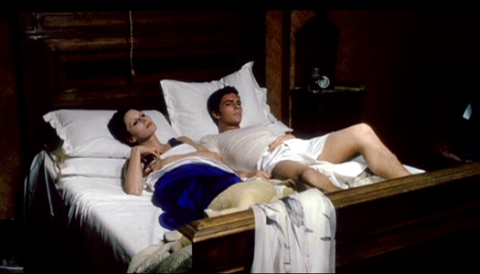
Iokaszté és Laiosz a kerettörténetben (Silvana Mangano és Luciano Bartoli)

- Francesco Leonetti (Laiosz szolgája)
- Ahmed Belhachmi (Polübosz)
- Giovanni Ivan Scratuglia (pap) (Ivan Scratuglia néven szerepel a stáblistán)
- Giandomenico Davoli (pásztor)
- Ninetto Davoli (Angelo, a hírnök)
- Laura Betti (Iokaszté szolgálólánya) (nem szerepel a stáblistán)
- Pier Paolo Pasolini (főpap) (nem szerepel a stáblistán)
- Isabel Ruth (Iokaszté szolgálólánya egy báránnyal) (nem szerepel a stáblistán)

## Díjak és jelölések

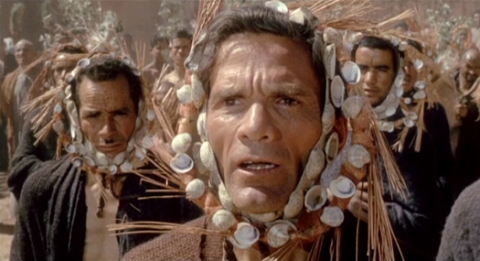
Pasolini mint színész

### Ezüst Szalag díj
- 1968 díj Alfredo Bini (legjobb producer)
- 1968 díj Luigi Scaccianoce (legjobb díszlet)

### Kinema Junpo-díj
- 1970 díj Pier Paolo Pasolini (legjobb idegen nyelvű film)

### Velencei filmfesztivál
- 1967 jelölés Pier Paolo Pasolini (Arany Oroszlán-jelölés)